# María Paulina Briones
María Paulina Briones Layana (Guayaquil, 1974) es una escritora, catedrática, gestora cultural y editora ecuatoriana. Su poesía ha sido traducida al inglés y el portugués.
Del lado de la gestión cultural, ha sido coordinadora de la feria y encuentro literario Libre Libro. Fue también la creadora del espacio cultural Casa Morada, que estuvo abierto de 2009 a 2024.

## Biografía
María Paulina Briones nació en Guayaquil, Ecuador. Cursó sus estudios de Comunicación Cultural y Literatura en la Universidad Católica de Santiago de Guayaquil, posteriormente realizó el máster de Estudios Avanzados en Literatura Española e Hispanoamericana en la Universidad de Barcelona. También realizó el máster en Edición de Textos por la Universidad de Salamanca.
Actualmente es profesora de Periodismo y Literatura y Proyectos Periodísticos en la Universidad Casa Grande y de la Universidad de las Artes. También dirige la editorial Cadáver Exquisito, que creó en 2012, y es la directora de La Casa Morada, una empresa de iniciativas culturales especializada en la promoción de la lectura, desde 2009.
Está incluida en la antología de poesía bilingüe "Lengua me has vencido" (2017). Algunos de sus cuentos se han publicado en la revista de Cultura Latinoamericana Guaraguao, en la revista virtual El Otro Lunes y en la revista cultural virtual Matavilela de Ecuador.
En abril de 2023, fue una de los cinco escritores ecuatorianos que realizaron una gira literaria en España impulsada por la editorial Cadáver Exquisito y realizada luego de ganar un concurso público de fondos del Instituto de Fomento a la Creatividad y la Innovación.

## Obras
- Extrañas (2013), novela[11]
- El árbol negro (2014), cuentos[12][13]
- Tratado de los bordes o cercenación del estero (2016), poesía[2]
- Labor de duelo (2022), poesía[14]
- Cementerio de moscas (2024), cuentos[15]

## Premios y reconocimientos
- Ganó el Concurso Nacional de Poesía Ismael Pérez Pazmiño en 2016.[11]